# Strands IF
Strands IF är en idrottsförening från Hudiksvall i Sverige. Strands IF bildades 1901 och bedriver i dag (2008) fotboll, friidrott, handboll och konståkning. 1925 vann klubben Norrländska mästerskapet i fotboll. Klubben har spelat i Sveriges tredje högsta division i fotboll, där man debuterade säsongen 1934/1935 och senast spelade 2009, och kommer också spela där 2010. 
Strands juniorlag födda 1992 har varit framgångsrika och kommit trea i pojkallsvenskan 2008 och spelat juniorallsvenskan 2009.

### Fotnoter
1. ↑  Claes Glenning (1934/1935). ”Division 3 (3rd level) 1934/35”. Swedish Footballpage. Arkiverad från originalet den 30 november 2009. https://web.archive.org/web/20091130210419/http://home.swipnet.se/clasglenning/Sweden/3rdlevel/31935.htm. Läst 16 juli 2012.